# Prepona pallantias
Prepona pallantias är en fjärilsart som beskrevs av Hans Fruhstorfer 1916. Prepona pallantias ingår i släktet Prepona och familjen praktfjärilar. Inga underarter finns listade i Catalogue of Life.